# نامه دوم به تیموتاوس

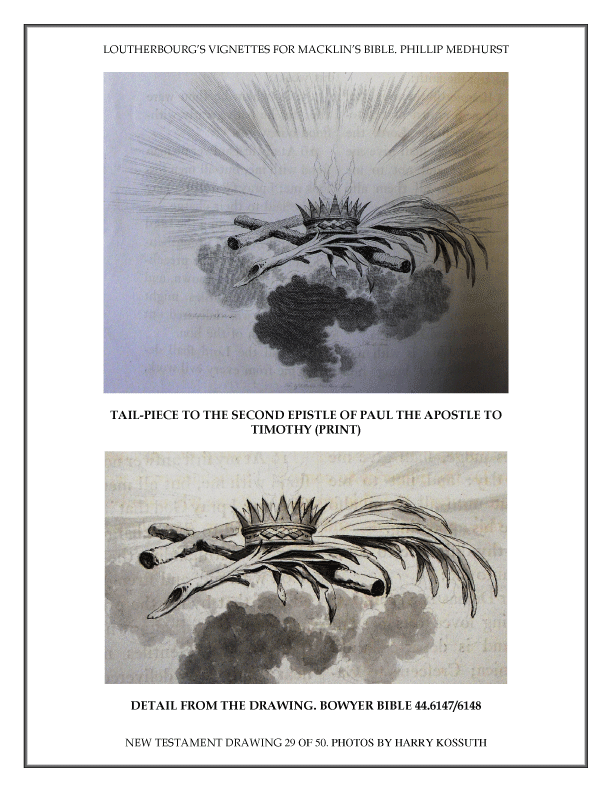
معرفی نامهٔ دوّم پولُس رسول به تیموتائوس
بخش عمده‌ای از نامهٔ دوّم پولُس، اندرزهای شخصی او به تیموتائوس است، اندرزهایی که او به‌عنوان همکار و دوست جوان پولُس به آن نیاز داشت. موضوع اصلی این نامه «پایداری» است. پولُس تیموتائوس را نصیحت و تشویق می‌کند که با وجود سختی‌ها و مخالفت‌ها، وفادارانه به شهادت خود دربارهٔ عیسی مسیح ادامه دهد و بر تعلیم صحیح کتب‌مقدّس استوار بماند و وظیفه خود را به‌عنوان مبشّر و معلّم به‌جا آورد. پولُس به‌طور خاص به تیموتائوس هشدار می‌دهد که از درگیر شدن در مباحثات نابخردانه بپرهیزد، چراکه هیچ سودی نمی‌بخشد بلکه باعث هلاکت شنوندگان می‌شود.
پولُس در بیان تمامی این مطالب، تیموتائوس را تشویق می‌کند که از شیوه زندگی و هدف او سرمشق بگیرد. ایمان، تحمّل، پایداری، و رنج‌هایی که پولُس بر خود هموار می‌کرد، همه می‌توانست مشوّق تیموتائوس در انجام خدماتش باشد.

## تقسیم‌بندی کلّی
۱ - مقدمه (۱:۱–۴)
۲ - توجه پولُس به وضعیت تیموتائوس (۱:۵–۱۴)
۳ - وضعیت پولُس (۱:۱۵–۱۸)
۴ - رهنمودهای خاص به تیموتائوس (فصل ۲)
۵ - هشدار دربارهٔ روزهای آخر (فصل ۳)
۶ - وداع پولُس (۴:۱–۸)
۷ - آخرین درخواست‌ها و تحیّت‌ها (۴:۹–۲۲)